# Scotopteryx vittistrigata
Scotopteryx vittistrigata är en fjärilsart som beskrevs av Louis Beethoven Prout 1910. Scotopteryx vittistrigata ingår i släktet backmätare, och familjen mätare. Inga underarter finns listade.